# Copa México 1953-1954
La Copa México 1953-1954 è stata la trentottesima edizione del secondo torneo calcistico messicano e l'undicesima nell'era professionistica del calcio messicano. È cominciata il 20 marzo e si è conclusa il 12 maggio 1954. La vittoria finale è stata dell'América.

## Formula
Le 12 squadre partecipanti sono suddivise in tre gironi di quattro squadre ciascuno, le prime classificate di ogni girone accedono al girone finale.

## Primo turno

### Classifica
| Squadra    | P.ti | G | V | N | P | GF | GS | DR |
| ---------- | ---- | - | - | - | - | -- | -- | -- |
| 1. Atlante | 9    | 6 | 4 | 1 | 1 | 13 | 10 | +3 |
| 2. Marte   | 6    | 6 | 1 | 4 | 1 | 9  | 9  | 0  |
| 3. Puebla  | 5    | 6 | 1 | 3 | 2 | 11 | 10 | +1 |
| 4. Oro     | 4    | 6 | 0 | 4 | 2 | 11 | 15 | -4 |

### Calendario
| Squadra 1                          | Risultato              | Squadra 2              |
| 1ª giornata (21 marzo)             | 1ª giornata (21 marzo) | 1ª giornata (21 marzo) |
| ---------------------------------- | ---------------------- | ---------------------- |
| Atlante                            | 3 - 2                  | Oro                    |
| Puebla                             | 0 - 0                  | Marte                  |
| 2ª giornata (25 marzo e 1º aprile) |                        |                        |
| Oro                                | 2 - 2                  | Marte                  |
| Atlante                            | 3 - 2                  | Puebla                 |
| 3ª giornata (28 marzo e 8 aprile)  |                        |                        |
| Marte                              | 1 - 2                  | Atlante                |
| Oro                                | 2 - 2                  | Puebla                 |
| 4ª giornata (11 aprile)            |                        |                        |
| Marte                              | 1 - 1                  | Puebla                 |
| Oro                                | 1 - 1                  | Atlante                |
| 5ª giornata (18 aprile)            |                        |                        |
| Marte                              | 3 - 3                  | Oro                    |
| Puebla                             | 2 - 3                  | Atlante                |
| 6ª giornata (25 aprile)            |                        |                        |
| Atlante                            | 1 - 2                  | Marte                  |
| Puebla                             | 4 - 1                  | Oro                    |

### Classifica
| Squadra    | P.ti | G | V | N | P | GF | GS | DR |
| ---------- | ---- | - | - | - | - | -- | -- | -- |
| 1. América | 8    | 6 | 3 | 2 | 1 | 11 | 11 | 0  |
| 2. León    | 7    | 6 | 3 | 1 | 2 | 13 | 6  | +7 |
| 3. Atlas   | 6    | 6 | 2 | 2 | 2 | 11 | 12 | -1 |
| 4. Toluca  | 3    | 6 | 1 | 1 | 4 | 8  | 14 | -6 |

### Calendario
| Squadra 1                   | Risultato              | Squadra 2              |
| 1ª giornata (21 marzo)      | 1ª giornata (21 marzo) | 1ª giornata (21 marzo) |
| --------------------------- | ---------------------- | ---------------------- |
| Atlas                       | 1 - 1                  | América                |
| León                        | 2 - 0                  | Toluca                 |
| 2ª giornata (25 e 28 marzo) |                        |                        |
| América                     | 2 - 2                  | León                   |
| Toluca                      | 1 - 1                  | Atlas                  |
| 3ª giornata (1° e 4 aprile) |                        |                        |
| Atlas                       | 2 - 0                  | León                   |
| América                     | 3 - 2                  | Toluca                 |
| 4ª giornata (11 aprile)     |                        |                        |
| América                     | 3 - 2                  | Atlas                  |
| Toluca                      | 2 - 1                  | León                   |
| 5ª giornata (18 aprile)     |                        |                        |
| León                        | 5 - 0                  | Atlas                  |
| Toluca                      | 1 - 2                  | América                |
| 6ª giornata (25 aprile)     |                        |                        |
| Atlas                       | 5 - 2                  | Toluca                 |
| León                        | 3 - 0                  | América                |

### Classifica
| Squadra         | P.ti | G | V | N | P | GF | GS | DR |
| --------------- | ---- | - | - | - | - | -- | -- | -- |
| 1. Guadalajara  | 8    | 6 | 3 | 2 | 1 | 10 | 10 | 0  |
| 2. CD Zacatepec | 6    | 6 | 2 | 3 | 1 | 11 | 7  | +4 |
| 3. Necaxa       | 5    | 6 | 1 | 3 | 2 | 16 | 17 | -1 |
| 4. Tampico      | 4    | 6 | 0 | 4 | 2 | 6  | 9  | -3 |

### Calendario
| Squadra 1                    | Risultato                   | Squadra 2                   |
| 1ª giornata (20 e 21 marzo)  | 1ª giornata (20 e 21 marzo) | 1ª giornata (20 e 21 marzo) |
| ---------------------------- | --------------------------- | --------------------------- |
| Tampico                      | 1 - 2                       | Guadalajara                 |
| CD Zacatepec                 | 4 - 1                       | Necaxa                      |
| 2ª giornata (28 marzo)       |                             |                             |
| Guadalajara                  | 1 - 0                       | CD Zacatepec                |
| Necaxa                       | 3 - 3                       | Tampico                     |
| 3ª giornata (3 e 4 aprile)   |                             |                             |
| Tampico                      | 1 - 1                       | CD Zacatepec                |
| Guadalajara                  | 5 - 2                       | Necaxa                      |
| 4ª giornata (10 e 11 aprile) |                             |                             |
| Tampico                      | 1 - 1                       | Necaxa                      |
| CD Zacatepec                 | 1 - 1                       | Guadalajara                 |
| 5ª giornata (18 aprile)      |                             |                             |
| Guadalajara                  | 0 - 0                       | Tampico                     |
| Necaxa                       | 3 - 3                       | CD Zacatepec                |
| 6ª giornata (22 e 25 aprile) |                             |                             |
| Necaxa                       | 6 - 1                       | Guadalajara                 |
| CD Zacatepec                 | 2 - 0                       | Tampico                     |

## Girone Finale

### Classifica
| Squadra        | P.ti | G | V | N | P | GF | GS | DR |
| -------------- | ---- | - | - | - | - | -- | -- | -- |
| 1. América     | 3    | 2 | 1 | 1 | 0 | 3  | 1  | +2 |
| 2. Guadalajara | 3    | 2 | 1 | 1 | 0 | 4  | 2  | +2 |
| 3. Atlante     | 0    | 2 | 0 | 0 | 1 | 1  | 5  | -4 |

### Calendario
| Squadra 1            | Risultato | Squadra 2   |
| -------------------- | --------- | ----------- |
| 2, 6 e 9 maggio 1954 |           |             |
| América              | 2 - 0     | Atlante     |
| América              | 1 - 1     | Guadalajara |
| Guadalajara          | 3 - 1     | Atlante     |

### Spareggio
- Lo spareggio terminó 0-0 durante i tempi regolamentari, 1-1 dopo i tempi supplementari. L'arbitro fece disputare 2 ulteriori tempi supplementari di 10 minuti ciascuno, il risultato rimase in paritá. Si decise quindi di tirare i calci di rigore.

| Città del Messico 12 maggio 1954, ore 15:00 | América              | 1 – 1 (d.t.s.)            | Guadalajara | Estadio de la Ciudad de los Deportes |
| \| \| \| \| \| 110’ (rig.) José Santiago \| Marcatori \| Raúl Vasquez Arellano 92’ \| \| Emilio Fizel \| Tiri di rigore 3 – 2 \| Juan Jasso \| |                      |                           |             |                                      |
| |                      |                           |             |                                      |
| 110’ (rig.) José Santiago | Marcatori            | Raúl Vasquez Arellano 92’ |             |                                      |
| Emilio Fizel | Tiri di rigore 3 – 2 | Juan Jasso                |             |                                      |

### Verdetto Finale
Il America vince la copa México 1953-1954.

## Coppa "Campeón de Campeones" 1954
- Partecipano le squadre vincitrici del campionato messicano: Marte e della coppa del Messico: America. Il Marte si aggiudica il titolo.

## Finale
| Città del Messico 16 maggio 1954, ore 15:00 | Marte      | 1 – 0 | América | Estadio de la Ciudad de los Deportes |
| \| \| \| \| \| 55’ Carlos Turcato \| Marcatori \| \| \| Eugenio Arenaza Jesús Segovia Jorge Romo Fuentes Guillermo Hernández Carlos Blanco Mario Ochoa Manuel Peza Carlos Turcato Mario Pérez Plascencia Enrique González Enrique Sesma \| Formazioni \| Humberto Gama Norberto Iácono Manuel Cañibe Manuel Gutiérrez Héctor Ferrari Pedro Nájera José González José Santiago Eduardo González Palmer Emilio Fizel Jesús Buendía \| \| Ignacio Trélles \| Allenatori \| Octavio Vial \| |            | |         |                                      |
| |            | |         |                                      |
| 55’ Carlos Turcato | Marcatori  | |         |                                      |
| Eugenio Arenaza Jesús Segovia Jorge Romo Fuentes Guillermo Hernández Carlos Blanco Mario Ochoa Manuel Peza Carlos Turcato Mario Pérez Plascencia Enrique González Enrique Sesma | Formazioni | Humberto Gama Norberto Iácono Manuel Cañibe Manuel Gutiérrez Héctor Ferrari Pedro Nájera José González José Santiago Eduardo González Palmer Emilio Fizel Jesús Buendía |         |                                      |
| Ignacio Trélles | Allenatori | Octavio Vial |         |                                      |